# Кубок Европы по легкоатлетическим многоборьям 2013
Кубок Европы по легкоатлетическим многоборьям 2013 года прошёл 29—30 июня на стадионе «Кадриорг» в Таллине, столице Эстонии. На протяжении двух дней 8 сильнейших сборных Европы боролись за победу в командном первенстве Суперлиги. Впервые в истории зачёт у женщин и мужчин был общим, прежде они соревновались раздельно. В те же сроки в швейцарском Ноттвиле состоялся турнир в Первой лиге, а в португальской Рибейра-Браве — во Второй лиге.
Каждая команда была представлена 4 мужчинами и 4 женщинами. Таким образом, на старт вышли 64 многоборца. Лучшая сборная в командном зачёте определялась по сумме результатов 3 лучших мужчин и 3 лучших женщин. Две худшие команды по итогам соревнований теряли право участвовать в Суперлиге на следующий год.

## Результаты

### Командное первенство
Первым обладателем «объединённого» Кубка стала сборная Франции. Сборная России вырвала серебро у хозяев соревнований лишь в заключительной дисциплине, мужском беге на 1500 метров (итоговый проигрыш эстонцев составил всего 5 очков). В Первую лигу выбыли Украина и Италия.
| Место | Команда | Очки                                        | Общая сумма |
| ----- | --- | ------------------------------------------- | ----------- |
| 1     | Франция · Кевин Майер · Флориан Жеффруэ · Жереми Леливр · Руди Бургиньон · Антуанетта Нана Джиму · Рохайя Мбайе · Меррил Мбенг · Мариса Де Анисето                | 8390 7990 7880 (6726) 6104 5627 5430 (DNF)  | 41421       |
| 2     | Россия · Артём Лукьяненко · Евгений Саранцев · Иван Григорьев · Михаил Логвиненко · Александра Бутвина · Ульяна Александрова · Елена Молодчинина · Яна Пантелеева | 8067 7672 7602 (6771) 5979 5916 5796 (5672) | 41032       |
| 3     | Эстония · Микк Пахапилл · Андрес Рая · Каарел Йыэвяли · Хендрик Лепик · Грит Шадейко · Мари Клауп · Терье Кауниссаар · Карол Рахуоя                               | 8099 7909 7658 (6659) 6221 6002 5138 (4989) | 41027       |
| 4     | Беларусь |                                             | 40175       |
| 5     | Польша |                                             | 38763       |
| 6     | Великобритания |                                             | 38653       |
| 7     | Украина |                                             | 37850       |
| 8     | Италия |                                             | 37617       |

Курсивом выделены участники, чей результат не пошёл в зачёт команды

### Индивидуальное первенство
| Место | Атлет            | Страна   | Очки |
| ----- | ---------------- | -------- | ---- |
| 1     | Кевин Майер      | Франция  | 8390 |
| 2     | Эдуард Михан     | Беларусь | 8125 |
| 3     | Микк Пахапилл    | Эстония  | 8099 |
| 4     | Артём Лукьяненко | Россия   | 8067 |
| 5     | Флориан Жеффруэ  | Франция  | 7990 |
| 6     | Андрес Рая       | Эстония  | 7909 |
| 7     | Жереми Леливр    | Франция  | 7880 |
| 8     | Евгений Саранцев | Россия   | 7672 |
| 9     | Каарел Йыэвяли   | Эстония  | 7658 |
| 10    | Иван Григорьев   | Россия   | 7602 |

| Место | Атлет                 | Страна   | Очки |
| ----- | --------------------- | -------- | ---- |
| 1     | Каролина Тыминьская   | Польша   | 6347 |
| 2     | Анна Мельниченко      | Украина  | 6260 |
| 3     | Грит Шадейко          | Эстония  | 6221 |
| 4     | Антуанетта Нана Джиму | Франция  | 6104 |
| 5     | Яна Максимова         | Беларусь | 6027 |
| 6     | Мари Клауп            | Эстония  | 6002 |
| 7     | Александра Бутвина    | Россия   | 5979 |
| 8     | Анастасия Мохнюк      | Украина  | 5941 |
| 9     | Ульяна Александрова   | Россия   | 5916 |
| 10    | Екатерина Нецветаева  | Беларусь | 5884 |

## Первая лига
Соревнования в Первой лиге состоялись 29—30 июня в швейцарском Ноттвиле. Две лучшие сборные, Нидерланды и Швейцария, добились права участия в Суперлиге на следующий год. Венгрия выбыла во Вторую лигу.
| Место | Команда    | Общая сумма |
| ----- | ---------- | ----------- |
| 1     | Нидерланды | 40749       |
| 2     | Швейцария  | 38767       |
| 3     | Чехия      | 38291       |
| 4     | Швеция     | 38274       |
| 5     | Финляндия  | 37362       |
| 6     | Испания    | 36885       |
| 7     | Венгрия    | 32283       |

## Вторая лига
Соревнования во Второй лиге состоялись 29—30 июня в португальской Рибейра-Браве. Две лучшие сборные, Норвегия и Португалия, добились права участия в Первой лиге на следующий год.
| Место | Команда    | Общая сумма |
| ----- | ---------- | ----------- |
| 1     | Норвегия   | 37928       |
| 2     | Португалия | 36250       |
| 3     | Румыния    | 34895       |